# Journée mondiale de la voix
La Journée mondiale de la voix (World Voice Day) est un événement annuel mondial, organisé le 16 avril de chaque année depuis 1998.

## Historique
Depuis 1998, le 16 avril est désigné comme la « Journée mondiale de la voix ». Créée par l’Union Internationale des Sociétés de Phonétique, elle a pour but d'attirer l'attention du grand public sur le système extrêmement complexe de la voix en tant qu’outil de communication, phénomène également étudié dans de nombreux domaines scientifiques telles que la physique, la psychologie, la phonétique et la biologie.
La première journée est organisée au Brésil le 16 avril 1999 par la Sociedade Brasiliera de Laringologia e Voz. Les années suivantes elle a ensuite été organisées dans différents pays comme l'Argentine, la Belgique, les Etats-Unis, la France et l'Espagne, avec comme objectif principal des rencontres entre professionnels de la voix venant venus de divers horizons,.